# King’s Cup (Fußball) 2009
Der King’s Cup 2009 (thailändisch คิงส์คัพ 2009) war die 39. Austragung eines Fußballwettbewerbs in Thailand. Ausgetragen und organisiert wurde der Wettbewerb vom thailändischen Fußballverband.

## Teilnehmende Mannschaften
| Mannschaft | Nationaler Verband                           | Regionaler Verband | Kontinentalverband | FIFA-Weltrangliste |
| ---------- | -------------------------------------------- | ------------------ | ------------------ | ------------------ |
| Thailand   | Football Association of Thailand             | AFF                | AFC                | 124. Platz         |
| Dänemark   | Dansk Boldspil-Union                         |                    | UEFA               | 36. Platz          |
| Libanon    | Fédération Libanaise de Football Association | WAFF               | AFC                | 145. Platz         |
| Nordkorea  | DVR Korea Football Association               | EAFF               | AFC                | 116. Platz         |

## Modus
Sollte es nach der regulären Spielzeit unentschieden stehen, wird die Entscheidung im Elfmeterschießen herbeigeführt. Es gibt keine Verlängerung. Es können drei Spieler ausgetauscht werden.

## Austragungsort
Alle Spiele fanden im 15.000 Zuschauer fassenden Surakul Stadium in Phuket auf der Insel Phuket in Südthailand statt.

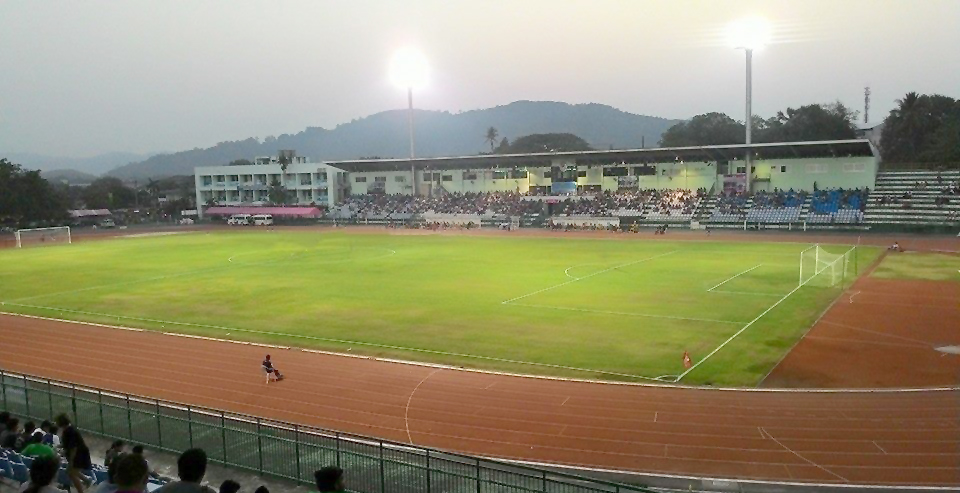
Surakul Stadium

## Spiele

### Übersicht
|  | Halbfinale                   | Halbfinale                   | Halbfinale                   |   |          | Finale                       | Finale                       | Finale                       |
|  |                              |                              |                              |   |          |                              |                              |                              |
|  | 21. Januar 2009 um 16:15 Uhr |                              |                              |   |          |                              |                              |                              |
|  | 1                            | Dänemark                     | 1                            |   |          |                              |                              |                              |
|  | 2                            | Nordkorea                    | 0                            |   |          | 23. Januar 2009 um 19:00 Uhr | 23. Januar 2009 um 19:00 Uhr | 23. Januar 2009 um 19:00 Uhr |
|  |                              |                              |                              | 1 | Dänemark | 2 (5)                        |                              |                              |
|  | 21. Januar 2009 um 19:00 Uhr | 21. Januar 2009 um 19:00 Uhr | 21. Januar 2009 um 19:00 Uhr |   | 3        | Thailand                     | 2 (3)                        |                              |
|  | 3                            | Thailand                     | 2                            |   |          |                              |                              |                              |
|  | 4                            | Libanon                      | 1                            |   |          | Spiel um Platz 3             | Spiel um Platz 3             | Spiel um Platz 3             |
|  |                              |                              |                              |   |          | 2                            | Nordkorea                    | 0                            |
|  | 4                            | Libanon                      | 1                            |   |          |                              |                              |                              |
|  |                              |                              |                              |   |          | 23. Januar 2009 um 16:15 Uhr |                              |                              |

### Halbfinale
| Datum                        |          | Ergebnis |           |
| ---------------------------- | -------- | -------- | --------- |
| 21. Januar 2009 um 16:15 Uhr | Dänemark | 1:0      | Nordkorea |
| 21. Januar 2009 um 19:00 Uhr | Thailand | 2:1      | Libanon   |

### Spiel um Platz 3
| Datum                        |           | Ergebnis |         |
| ---------------------------- | --------- | -------- | ------- |
| 23. Januar 2009 um 16:15 Uhr | Nordkorea | 0:1      | Libanon |

### Finale
| Datum                        |          | Ergebnis        |          |
| ---------------------------- | -------- | --------------- | -------- |
| 23. Januar 2009 um 19:00 Uhr | Dänemark | 2:2 (5:3 i. E.) | Thailand |

## Platzierung
| Platz    | Mannschaft |
| -------- | ---------- |
| 1. Platz | Dänemark   |
| 2. Platz | Thailand   |
| 3. Platz | Libanon    |
| 4. Platz | Nordkorea  |